# Comtat de Thierstein
El comtat de Thierstein fou una jurisdicció feudal en territori de la moderna Suïssa.

## Història
Aquesta entitat auria sorgit com altres comtats de la zona vers el segle XI. El seu centre fou Frick i el castell d'Alt-Thierstein sota l'Oberfrick, i els seus territoris eren el Frickgau i el Sisgau. Estaven emparentats als Habsburg però no és clar en quina forma; eren originaris de la mateixa família dels comtes d'Homberg; dominaven la regió entre la vall del Birse i el Gricktal. El primer comte conegut fou Rodolf de Dierstein és citat el 1082 i es titulava comte d'Homberg. A l'inici del segle XII eren advocats del priorat de Saint-Alban per les seves possessions a la riba esquerra del Rin i advocats del bisbat de Basilea. Rudolf IV i el seu germà Werner I es van repartir els dominis a l'inici del segle XII i aquestes advocacies van quedar per la branca d'Homberg (l'altra part fou coneguda com a Homberg-Thierstein, Thierstein o Frick).
Els comtes de Soyhières es van extingir a finals del segle XII i els Thierstein van recollir la major part de l'herència. El territori on es va fundar el castell de Neu Thierstein (abans Bello) fou aportat pel matrimoni d'una filla del darrer comte de Soyhières; el seu marit, comte de Thierstein, va fundar el castell. Els Soyhières posseïen territoris a la vall del Birse, al Schwarzbubenland, a l'Aargau i al Seeland bernès on havien fundat en territoris propis els convents de Lucelle (Kleinlützel), Beinwil i Frienisberg, gaudint a més a més del prebostat secular sobre les terres donades, excepte els béns donats al convent de Beinwil (a la vall del Lucelle, entre Erschwil i el coll de Passwang, comarca coneguda com a «domini abacial») estaven exonerats de tributs i l'abat de Beinwil exercia sobirania plena sobre el territori. També eren dels Soyhières els castells de Pfeffingen, Dorneck i Bello (del que va sorgir el de Neu-Thierstein). Curiosament la petita part dels territoris dels Soyhières que no van heretar incloïa el castell de Soyhières i la batllia del riu Sorne, que per causes desconegudes van passar als comtes de Ferrette. El comte de Thierstein fill de la comtessa de Soyhières va construir un nou castell (Neu-Thierstein) prop de Büsserach, sobre terres que havien estat francs alous dels Soyhières al mig de terres adquirides. Els Thierstein també van heretar els prebostats seculars de Beinwil, Frienisberg i Lucelle. Pfeffingen, que posseïen en feu del bisbe de Basilea, fou infeudat altre cop per aquest bisbe als Thierstein.
Els comtes de Thierstein (amb Soyhières) van adquirir gran part del comtat d'Homberg (el Sisgau) vers 1309, i no van conservar el centre de poder que havien tingut els Thierstein fins aleshores, decidint erigir el castell de Farnsburg (1330) al nord de Gelterkinden, des del qual administraven millor el castell de Neu-Homberg, fundat poc abans prop de Läufelfinge. El comte es va establir al castell de Pfeffingen, un feu episcopal; els castells ancestrals del Fricktal foren abandonats i van entrar en decadència. Els Thierstein es va dividir en dues línies entre 1330 i 1350: Pfeffingen i Farnsburg. Encara que el castell de Neu-Thierstein seguia en mans de la família, estava ocupat per un batlle. A la segona meitat del segle XIV la branca de Farnsburg, que dominava part del Fricktal i el Sisgau, van aconseguir tenir una senyoria d'un sol posseïdor en obtenir el landgraviat de Sisgau com a feu episcopal i el 1376 van adquirir per matrimoni el landgraviat de Buchsgau, però la branca es va extingir el 1418 amb Otó II (que apareix esmentat ja des de 1367 i fou judge a Turgòvia el 1396 i a Argòvia el 1399). Soleure i Berna van comprar el 1426 els drets que tenien al Buchsgau els comtes de Froburg, de Neuchâtel-Nidau, de Kyburg i dels hereus dels Thierstein, els senyors de Falkenstein; i el Sisgau fou heretat pels Falkenstein fins al 1510 quan fou cedit en penyora a la ciutat de Basilea que va comprar els drets comtals.
Els Thierstein-Pfeffingen van tenir intenses relacions amb el capítol d'Estrasburg on membres secundaris de la família van tenir llocs ben retribuïts. Dificultats econòmiques van obligar els Thierstein-Pfeffingen a hipotecar els béns i a fer aliances amb altres prínceps i amb les viles properes; els proveïdors de fons, burgesos de les ciutats, i els seus aliats, van començar a exercir gran influència. El seu castell patrimonial fou perdut parcialment el 1400, a favor de Leopold IV d'Habsburg (+1411) i després va passar a comerciants de Basilea. Soleure aspirava al territori darrer el coll de Passwang, al que també aspirava Basilea, que ho va arribar a tenir en hipoteca però no ho va aconseguir i el 1440 el comte Joan va aixecar la hipoteca i l'emperador li va retornar el castell en feu. Des de 1440 el comtat de Thierstein fou feu imperial.
Durant la Gran Guerra de la Noblesa, que va seguir la batalla de Saint-Jacques sur la Birse (26 d'agost de 1444) destinada a castigar els nobles que havien simpatitzat amb els enemics dels Habsburg, els habitants de Soleure van ocupar el castell de Neu-Thierstein i no el van restituir fins cinc anys després amb la mediació de Basilea amb una modesta indemnització per les destrosses. Pere de Mörsberg, quan anava en ajut del comte Joan de Thierstein, havia devastat i incendiat diverses viles entre Basilea i Soleure, i havia penetrat al «domini abacial» incendiant el convent de Beinwil. El tractat de pau va restituir el castell als Thierstein però la guerra els havia endeutat i el van haver d'hipotecar. Dos germans de la família, Oswald i Guillem, van adquirir el dret de ser burgesos de Soleure i van prometre a canvi a la ciutat el lliure accés dels castells dels comtes en cas de guerra; aquesta aliança va molestar a altres nobles i el batlle de Montbéliard va cremar les poblacions d'Aesch i Pfeffingen, que eren dels Thierstein; el soleuresos van venjar als comtes, devastant béns dels nobles del Sundgau. Oswald fou armat cavaller a Roma el 1452 per l'emperador Frederic III; per pagar els deutes es va enrolar com a mercenari per diversos senyors (l'emperador, la ciutat imperial d'Augsburg, Carles el Temerari de Borgonya i el duc de Lorena); els seus guanys van retardar la ruïna que no obstant va acabar arribant. Els Thierstein van haver de vendre gran part dels dominis que conservaven; van buidar els castells i es van traslladar a Haut-Koenigsbourg on Oswald havia rebut una fortalesa de l'emperador. Oswald va morir el 1487 i els seus fills Enric II i Oswald II van trencar l'aliança amb Soleure; en esclatar la guerra de Suàbia la ciutat va ocupar la resta de les possessions dels Thierstein. La batalla de Dornach de 1499 va posar final a la guerra de Suàbia i llavors Enric i Oswald van retornar a l'aliança amb Soleure però van servir al rei de França el que va molestar als confederats que havien lluitat contra aquest rei en les guerres del Milanesat. El 1514 finalment Soleure va retonar els feus ocupats als Thierstein, que ja es veia que estaven destinats a l'extinció.
Basilea i Soleure van disputar la successió dels Thierstein quan es van extingir amb la mort d'Enric II el 1519; el 1522 la dieta confederal que havia de decidir, va atribuir a Soleure el castell i la senyoria i el prebostat secular de Beinwil. Fou llavors una batllia fins a la Revolució Francesa quan el castell va ser destinat a ser demolit i alguns particulars el van salvar.